# Anorrhinus tickelli
Anorrhinus tickelli là một loài chim trong họ Bucerotidae.